# Losing Alice
Losing Alice é uma série de televisão de suspense psicológico israelense criada, escrita e dirigida por Sigal Avin para o canal Hot 3. A série protagonizada por Ayelet Zurer estreou internacionalmente em 22 de janeiro de 2021 na Apple TV+.

## Elenco
- Ayelet Zurer como Alice
- Lihi Kornowski como Sophie
- Gal Toren como David
- Shai Avivi como Ami
- Chelli Goldenberg como Tami
- Nova Doval como Keren
- Yossi Marshek como Tamir

## Recepção
No Rotten Tomatoes, a série tem um índice de aprovação de 76% com base em 21 críticas, com uma nota média de 6,9/10. O consenso crítico do site diz: "Twisty e emocionante, embora um pouco longa, Losing Alice é um drama psicológico envolvente com estilo de sobra". No Metacritic, a série tem uma pontuação de 75 de 100 com base em 5 avaliações, indicando “críticas geralmente favoráveis”.